# RM 86 Luxemburg
RM 86 Luxemburg was een Luxemburgse voetbalclub uit de hoofdstad Luxemburg. 

## Geschiedenis
De club ontstond in 1986 na een fusie tussen Rapid Neudorf en Mansfeldia Clausen-Cents. 
Rapid Neudorf werd opgericht in 1909. De club speelde in 1964/65 en 1966/67 telkens één seizoen in de hoogste klasse. De club speelde in totaal 23 seizoenen in de tweede klasse. Na degradatie in 1969 keerde de club nog éénmalig terug in 1982/83. 
Mansfeldia Clausen promoveerde in 1910 naar de hoogste klasse, maar degradeerde al na één seizoen. Daarna speelde de club enkel nog in 1927/28 en 1936/37 in de tweede klasse en was verder enkel in lagere reeksen actief. 
De fusieclub was geen groot succes en pas in 1999 kon de club promotie afdwingen naar de tweede klasse. De club degradeerde meteen weer. Het volgende seizoen herhaalde dit scenario zich. 
Op 26 maart 2004 fuseerde de club met FC Hamm 37 tot RM Hamm Benfica, sinds 2022 FC Luxemburg City. 